# Uchū senkan Yamato: Isukandaru e no tsuioku
Uchū senkan Yamato: Iscandar e no tsuioku (宇宙戦艦ヤマト イスカンダルへの追憶?, Uchū senkan Yamato: Isukandaru e no tsuioku) è un videogioco per PlayStation 2 sviluppato e pubblicato dalla Bandai nel 2004, ed ispirato all'anime Star Blazers. Fa parte di una trilogia di videogiochi.